# Huta Bargot Dolok
Huta Bargot Dolok is een bestuurslaag in het regentschap Mandailing Natal van de provincie Noord-Sumatra, Indonesië. Huta Bargot Dolok telt 552 inwoners (volkstelling 2010).